# 陈剑平
陈剑平（1963年4月8日—），浙江宁波人，中国作物学家、植物病毒学家。中国工程院院士、浙江省农业科学院院长。

## 生平
1963年4月8日，出生于浙江省宁波市鄞县。中学毕业于鄞州中学。1985年7月，毕业于浙江农业大学（今浙江大学华家池校区）植保系。大学毕业后，分配到浙江省农业科学院病毒室工作。1989年，破格晋升为助理研究员。1991年，破格晋升为副研究员。1993年，破格晋升为研究员。
1989年至1990年，公派访问学者，在英国洛桑试验站进修植物病毒学一年。1992年至1995年，公派留学，在苏格兰作物所攻读植物分子病毒学。获得英国邓迪大学哲学博士学位。
2002年4月至今，担任浙江省农业科学院院长。

## 荣誉
- 2005年：当选浙江省首批特级专家。
- 2011年：获选中国工程院院士。
- 2012年：发展中国家科学院院士。[2][3]

## 代表著作
- 《植物病毒种类分子鉴定》
- 《真菌传播的植物病毒》